# Саванна (телесериал)
«Сава́нна» (англ. Savannah) — американская телевизионная мыльная опера, транслировавшаяся в прайм-тайм с 21 января 1996 по 24 февраля 1997 на канале The WB. Шоу было создано Констанс М. Бердж при участии Аарона Спеллинга в качестве исполнительного продюсера. В центре сюжета находилось три подруги, роли которых играли Джейми Лунер, Шеннон Стерджес и Робин Лайвли, которые жили в Саванне, штат Джорджия.
Сериал транслировался в начале 1996 года на тогда новом канале The WB и был его самой успешной программой в сезоне 1996—1997. Первый сезон получал хорошие отзывы от критиков за свои сюжетные ходы и современные характеры главных героинь, а также был любим прессой, в основном внимание которой привлекала Джейми Лунер, игравшая роль основной злодейки. Первый сезон успешно транслировался по воскресеньям, однако второй был перенесен на понедельник, что негативно повлияло на рейтинги, и весной 1997 года канал закрыл шоу, аргументировав это слишком дорогой стоимостью производства для молодого канала.

## Актёры и персонажи

### Основной состав
- Джейми Лунер — Пейтон Ричардс
- Робин Лайвли — Лейн МакКензи
- Шеннон Стерджес — Риз Бертон
- Дэвид Гейл — Дин Коллинз
- Бет Туссэн — Вероника Козловски
- Пол Сэттерфилд — Том Мэссик
- Джордж Идс — Трэвис Петерсон (Сезон 1) / Ник Корелли (Сезон 2)
- Рэй Уайз — Эдвард Бертон

### Второстепенный состав
- Мими Кеннеди — Элеонор Александер Бертон
- Уэнди Филлипс — Люсиль Ричардс
- Скотт Томпсон Бэйкер — Брайан Александер
- Тэд Шакелфорд — Чарльз Александер